# 阿彦哲郎
阿彦 哲郎（あひこ てつろう、カザフ語: Тецуро Ахико、1930年11月15日 - 2020年6月18日）は、樺太出身のソ連抑留者。
日本・カザフスタン国交30周年記念映画「阿彦哲郎物語 戦争の囚われ人」の主人公。

## 人物
樺太本斗郡本斗町に漁師の三男として生まれる。両親と生活していたが、ソ連軍の樺太侵攻により、母親と弟は北海道に疎開したものの、15歳以上は残れという命令で、樺太に残り、造船所等での勤務に就く。だが、終戦間際に駆り出された義勇兵の一員だったことが原因で、1948年6月、突如テロリストとしてスパイ罪で逮捕され、10年の刑を受ける。まだ20歳にも満たなかった阿彦は、人民の敵とされ、豊原・ウラジオストク・ハバロフスクなどの収容所を転々とした後、1950年に当時最も過酷な強制収容所として知られていたカザフスタンのジェスカズガン（現在宇宙ロケットを打ち上げるバイコヌール基地に近い）政治犯収容所に送られ、炭鉱で働かされた。そこは過酷を極め、1年間で体重は半分近くになったという。その生活で体を患い、死を待つ囚人たちを集めた、カラガンダのスパスク療養収容所に移される。そこで、少しずつ体力を回復し、建設作業等ができるようにまで回復する。
ヨシフ・スターリン死去（1953年）の翌1954年4月に釈放される。だが、戦後、ソ連領となったサハリンで逮捕された阿彦は、抑留者の軍属名簿には名前がなく、日本への帰国はさせてもらえず、他のソ連人の囚人と同じように、カラガンダで永久流刑にさせられた。日本への帰国の希望を打ち砕かれ、旧KGBの監視下での生活で、食うにも困る状態だったがったが、当時のカザフスタンの人々の親切で仕事をもらい生きていくことができ、1956年には現地で知り合ったドイツ系女性と結婚。1男1女を儲けるが1983年には妻が仕事場の事故で亡くなる。1986年にモルドヴァ系女性と再婚。
長男はパワーリフティングの選手として活躍し、ソ連チャンピオン、アジアチャンピオンにもなるが、日本との交流ややりとりは行うことができなかった。
1991年にソ連が崩壊し、1993年には日本大使館がカザフスタンのアルマティ市に設置されると、日本とのやりとりが始まり、1994年漸く、日本への一時帰国をすることができた。そして何度か日本への一時帰国を果たし、戦後行方不明者となり戸籍上は死亡者扱いとなっていたが、日本国籍を復活させる。そして2012年妻と永住帰国を果たし、札幌市に移住したが、妻や子供達が日本で生活ができないことから、家族に請われ阿彦は2014年にカザフスタンへ戻ることになる。
晩年、阿彦はカザフスタンのカラガンダ市アクタス村で家族に囲まれて住んでいた。2020年6月18日死去。89歳没。

## 関連作品
- 映画 阿彦哲郎物語戦争の囚われ人